# Azawakh
De azawakh is een hondenras dat afkomstig is uit Afrika, met name Mali. Het is een jachthond (zichtjager) op groot en klein wild.

## Uiterlijk
Een volwassen reu heeft een schouderhoogte van 64 tot 72 centimeter, een volwassen teef blijft iets kleiner, de hoogte kan variëren tussen de 61 en 71 centimeter. Het gewicht ligt tussen de 17 en 25 kilogram. De vacht is kortharig in de kleuren zand, rood of gestroomd, daarbij zijn witte tenen verplicht in de FCI rasstandaard. Een witte bles en witte borstvlek zijn toegestaan maar niet verplicht.
In het land van herkomst komt de Azawakh voor in vele kleuren, waarbij de hond eenkleurig kan zijn, maar ook gestroomd, meerkleurig, met of zonder zwart masker en met of zonder witte markeringen. De AKC rasstandaard in de Verenigde Staten accepteert om deze reden alle kleuren bij de Azawakh, waarbij wordt aangegeven: 'Colors and markings are immaterial.' (Kleuren en markeringen zijn onbelangrijk) Dit is een belangrijk verschil tussen de Amerikaanse rasstandaard en de FCI rasstandaard die in Europa gehanteerd wordt. FCI geregistreerde Azawakh kunnen op een Amerikaanse show tentoongesteld worden, maar Amerikaans geregistreerde honden kunnen niet geshowd worden in Europa tenzij ze rood of gestroomd zijn en de verplichte witte markeringen hebben. Alle anders gekleurde Azawakh worden op Europese shows gediskwalificeerd.

## Aard
De Azawakh is een temperamentvolle, waakse en levendige hond met een tomeloze energie. Deze onafhankelijke hond is niet makkelijk in de opvoeding, er is veel geduld en begrip voor nodig om de hond zijn plaats te leren. Met katten en andere huisdieren kan hij niet goed samen, zijn jachtinstinct is te sterk. De Azawakh is wantrouwend tegenover vreemden, maar loyaal en trouw voor zijn gezin en zal ze, indien nodig, zeker verdedigen.
Deze hond heeft zoveel uithoudingsvermogen, waardoor hij dagelijks vele kilometers kan -en móet- rennen, zelfs dan zal hij nog niet vermoeid zijn.
Afghaanse windhond ·
Azawakh ·
Barzoi ·
Chart polski ·
Deerhound ·
Galgo español ·
Greyhound ·
Hongaarse windhond ·
Ierse wolfshond ·
Italiaans windhondje ·
Saloeki ·
Sloughi ·
Whippet